# Relazioni bilaterali tra Italia e Svezia
Le relazioni bilaterali tra Italia e Svezia fanno riferimento ai rapporti diplomatici fra la Repubblica Italiana e il Regno di Svezia. L'Italia ha un'ambasciata a Stoccolma, la Svezia ha un'ambasciata a Roma.
Oggigiorno le relazioni tra i due paesi sono rafforzate dalla presenza di numerosi immigrati italiani trasferitisi in Svezia dopo la  seconda guerra mondiale e dal gran numero di turisti svedesi che visitano l'Italia. Sin dagli anni '40 numerosi sono stati i calciatori svedesi che hanno militato nel campionato italiano: tra tutti si possono ricordare Nils Liedholm e Zlatan Ibrahimović.